# Roker Park
Der Roker Park war ein Fußballstadion in der englischen Stadt Sunderland, Tyne and Wear. In der Zeit von 1898 bis 1997 wurde es von dem englischen Fußballclub AFC Sunderland als Spielstätte genutzt. Danach zogen die Black Cats in das neu errichtete Stadium of Light um. Der Roker Park lag in Roker, im nördlichen Teil von Sunderland. Außerdem bezeichnet Roker Park einen Stadtpark in Sunderland, der im Viktorianischen Zeitalter angelegt wurde.

## Geschichte
Als sich der Vorsitzende des FC Sunderland gemeinsam mit seinen Brüdern (die Henderson-Brüder) für den Bau eines größeren Stadions für den Verein entschied, fiel die Wahl auf ein Grundstück, das sich im Besitz eines Mr. Tennants befand. Dieser verkaufte das Ackerland nur mit der Auflage, dass zusätzlich zu dem Stadion ein Haus auf dem Grundstück errichtet wird. Dies hatte zur Folge, dass bis zur endgültigen Fertigstellung des Hauses weiterhin eine Miete für das Grundstück zu zahlen war.
Nur ein Jahr nach dem Kauf des Baulands war der Roker Park vollständig gebaut, wobei die Holztribünen in nur drei Monaten fertiggestellt wurden. Die berühmte Tribüne Clock Stand hatte 32 Stufen, war ohne Sitzplätze ausgestattet und besaß Wellenbrecher zur Sicherheit. Der Rasen wurde in Irland gekauft und war qualitativ derart hochwertig, dass er 37 Jahre lang nicht ausgetauscht werden musste. Er wurde dabei derart entwickelt, dass ein Gefälle von etwa 30 cm zwischen der Mitte und der Seite des Spielfelds entstand, das den Abfluss bei Niederschlägen beschleunigte.
Der Roker Park wurde offiziell am 10. September 1898 von dem Markgrafen von Londonderry eröffnet. Im ersten Spiel besiegte Sunderland das Team vom FC Liverpool mit 1:0.
1912 wurde das Stadion weitestgehend betoniert und die Kapazität erweiterte sich bis 1913 auf 50.000 Besucherplätze. 1929 wurde die hölzerne Haupttribüne ersetzt, wobei die neue Tribüne von Archibald Leitch erbaut wurde, dessen Einfluss auch im Ibrox Park, Heimspielstätte der Glasgow Rangers erkennbar ist. Der Bau der neuen Haupttribüne führte den Verein an den Rand des Bankrotts. Die offizielle Kapazität des Stadions lag in den 1930er Jahren bei 60.000 Besuchern. Zur Partie der 6. Runde im FA Cup zwischen dem AFC Sunderland gegen Derby County kam am 8. März 1933 die Rekordzahl von 75.118 Zuschauern in das Stadion.
Weitere Arbeiten am Roker Park folgten. 1936 wurde der 115 Meter lange Clock Stand umgebaut und anschließend von Lady Raine, Ehefrau des damaligen Vereinsvorsitzenden Sir Walter Raine, eröffnet.
Während des Zweiten Weltkriegs wurde ein Polizist getötet, als eine Bombe in die Mitte des Spielfelds fiel.
1952 wurde der Roker Park um eine Flutlichtanlage erweitert. Als England Gastgeber der Fußball-Weltmeisterschaft 1966 war, wurde zu diesem Anlass der Clock Stand um Sitzplätze erweitert.
In den 1970er Jahren ergänzte man den Roker Park weiter, fügte eine Bewässerungsanlage für den Rasen hinzu und verbesserte die Flutlichtanlage auf europäisches Standardniveau. Darüber hinaus wurde ein elektronisches Kontrollsystem eingeführt, das es ermöglichte, die Tribünen bei Bedarf genau zu beobachten. Außerdem wurde das Dach neu gedeckt.
Als der FC Sunderland in den 1980er Jahren eine sportliche Talfahrt durchlief, begann auch der Roker Park aufgrund der angespannten finanziellen Situation zu leiden. Die Kapazität der Spielstätte wurde in der Folge stark reduziert.
Die FA schrieb nach der Hillsborough-Katastrophe 1989 und dem daraus folgenden Taylor Report vor, dass ein Stadion vollständig mit Sitzplätzen ausgerüstet sein müsse, woraufhin das Fassungsvermögen auf 22.500 Zuschauer verkleinerte. Nachdem dann keine Möglichkeiten bestanden, die Kapazität aufzustocken, entschied sich der Verein für den Umzug in ein neues Stadion. 1997 wurde der Roker Park abgerissen und durch Wohnanlagen ersetzt.